# Diocesi di Kisii
La diocesi di Kisii (in latino Dioecesis Kisiiana) è una sede della Chiesa cattolica in Kenya suffraganea dell'arcidiocesi di Kisumu. Nel 2021 contava 722.775 battezzati su 2.719.990 abitanti. È retta dal vescovo Joseph Mairura Okemwa.

## Territorio
La diocesi comprende i distretti civili di Nyamira (North Kisii), Kisii (Central Kisii) e Gucha (South Kisii) nella provincia di Nyanza in Kenya.
Sede vescovile è la città di Kisii, dove si trova la cattedrale di San Carlo Lwanga.
Il territorio è suddiviso in 25 parrocchie.

## Storia
La diocesi è stata eretta il 21 maggio 1960 con la bolla Divina Christi di papa Giovanni XXIII, ricavandone il territorio dalla diocesi di Kisumu (oggi arcidiocesi). Originariamente era suffraganea dell'arcidiocesi di Nairobi.
Il 21 ottobre 1960, con la lettera apostolica Virgo intaminata, lo stesso papa Giovanni XXIII ha proclamato la Beata Vergine Maria dall'Immacolata Concezione (Beata Maria Virgo ab Immaculata Conceptione) patrona principale della diocesi.
Il 18 ottobre 1993 ha ceduto una porzione del suo territorio a vantaggio dell'erezione della diocesi di Homa Bay.
Il 21 maggio 1990 è entrata a far parte della provincia ecclesiastica di Kisumu.

## Cronotassi dei vescovi
Si omettono i periodi di sede vacante non superiori ai 2 anni o non storicamente accertati.
- Maurice Michael Otunga † (21 maggio 1960 - 15 novembre 1969 nominato arcivescovo coadiutore di Nairobi[2])
- Tiberius Charles Mugendi † (15 novembre 1969 - 17 dicembre 1993 deceduto)
- Joseph Mairura Okemwa, dal 19 dicembre 1994

## Statistiche
La diocesi nel 2021 su una popolazione di 2.719.990 persone contava 722.775 battezzati, corrispondenti al 26,6% del totale.
| anno | popolazione | popolazione | popolazione | presbiteri | presbiteri | presbiteri | presbiteri                | diaconi | religiosi | religiosi | parrocchie |
| anno | battezzati  | totale      | %           | numero     | secolari   | regolari   | battezzati per presbitero | diaconi | uomini    | donne     | parrocchie |
| ---- | ----------- | ----------- | ----------- | ---------- | ---------- | ---------- | ------------------------- | ------- | --------- | --------- | ---------- |
| 1970 | 219.233     | 1.003.840   | 21,8        | 22         |            | 22         | 9.965                     |         | 50        | 80        | 20         |
| 1980 | 383.234     | 2.000.000   | 19,2        | 55         | 15         | 40         | 6.967                     |         | 68        | 219       | 31         |
| 1990 | 537.034     | 2.800.000   | 19,2        | 48         | 33         | 15         | 11.188                    |         | 52        | 294       | 31         |
| 1999 | 361.196     | 1.452.000   | 24,9        | 27         | 18         | 9          | 13.377                    | 1       | 16        | 111       | 16         |
| 2000 | 372.952     | 1.800.000   | 20,7        | 30         | 23         | 7          | 12.431                    | 1       | 13        | 105       | 16         |
| 2001 | 384.278     | 1.800.000   | 21,3        | 27         | 20         | 7          | 14.232                    |         | 15        | 112       | 16         |
| 2002 | 392.862     | 1.800.000   | 21,8        | 28         | 22         | 6          | 14.030                    |         | 12        | 104       | 16         |
| 2003 | 387.073     | 1.800.000   | 21,5        | 29         | 23         | 6          | 13.347                    |         | 12        | 127       | 16         |
| 2004 | 399.624     | 1.800.000   | 22,2        | 63         | 27         | 36         | 6.343                     |         | 44        | 139       | 16         |
| 2006 | 451.173     | 1.876.000   | 24,0        | 35         | 31         | 4          | 12.890                    |         | 10        | 144       | 16         |
| 2013 | 582.000     | 2.245.000   | 25,9        | 53         | 46         | 7          | 10.981                    |         | 14        | 200       | 18         |
| 2016 | 655.000     | 2.406.172   | 27,2        | 58         | 50         | 8          | 11.293                    |         | 17        | 230       | 18         |
| 2019 | 686.000     | 2.579.300   | 26,6        | 53         | 53         |            | 12.943                    |         | 9         | 155       | 20         |
| 2021 | 722.775     | 2.719.990   | 26,6        | 55         | 55         |            | 13.141                    |         | 12        | 276       | 25         |